# Nastri d'argento 1971
Els Nastri d'argento 1971 foren la 26a edició de l'entrega dels premis Nastro d'Argento (Cinta de plata) que va tenir lloc el 1971.

## Guanyadors

### Millor productor
- Silvio Clementelli - Gott mit uns (Dio è con noi)
- Daniele Senatore i Marina Cicogna - Indagine su un cittadino al di sopra di ogni sospetto
- Ultra Film - pel conjunt de la producció

### Millor director
- Elio Petri - Indagine su un cittadino al di sopra di ogni sospetto
- Giuliano Montaldo - Gott mit uns (Dio è con noi)
- Enrico Maria Salerno - Anonimo veneziano

### Millor argument original
- Ugo Pirro i Elio Petri - Indagine su un cittadino al di sopra di ogni sospetto
- Age & Scarpelli - Dramma della gelosia (tutti i particolari in cronaca)
- Enrico Maria Salerno - Anonimo veneziano

### Millor guió
- Adriano Baracco, Tullio Kezich, Alberto Lattuada i Piero Chiara - Venga a prendere il caffè da noi
- Ugo Pirro i Elio Petri - Indagine su un cittadino al di sopra di ogni sospetto
- Enrico Maria Salerno i Giuseppe Berto - Anonimo veneziano

### Millor actor protagonista
- Gian Maria Volonté - Indagine su un cittadino al di sopra di ogni sospetto
- Vittorio Gassman - Brancaleone alle crociate
- Marcello Mastroianni - Dramma della gelosia (tutti i particolari in cronaca)

### Millor actriu protagonista
- Ottavia Piccolo - Metello
- Monica Vitti - Dramma della gelosia (tutti i particolari in cronaca)
- Monica Vitti - Ninì Tirabusciò, la donna che inventò la mossa

### Millor actriu no protagonista
- Francesca Romana Coluzzi - Venga a prendere il caffè da noi
- Lucia Bosè - Metello
- Rossana Di Lorenzo - Le coppie

### Millor actor no protagonista
- Romolo Valli - Il giardino dei Finzi-Contini
- Giancarlo Giannini - Dramma della gelosia (tutti i particolari in cronaca)
- Gigi Proietti - Brancaleone alle crociate

### Millor banda sonora
- Stelvio Cipriani - Anonimo veneziano
- Ennio Morricone - Metello
- Nino Rota - I Clowns

### Millor fotografia en blanc i negre
- Marcello Gatti - Sierra Maestra
- Giuseppe Pinori - I dannati della terra

### Millor fotografia en color
- Marcello Gatti - Anonimo veneziano
- Ennio Guarnieri - Metello
- Armando Nannuzzi - Waterloo

### Millor vestuari
- Danilo Donati - I clowns
- Adriana Berselli - Ninì Tirabusciò, la donna che inventò la mossa
- Piero Tosi - Metello

### Millor escenografia
- Giancarlo Bartolini Salimbeni - Il giardino dei Finzi-Contini (ex aequo)
- Guido Josia - Metello (ex aequo)
- Flavio Mogherini - Ninì Tirabusciò, la donna che inventò la mossa

### Millor pel·lícula estrangera
- Costa-Gavras – L'Aveu
- Sydney Pollack - They Shoot Horses, Don't They?
- Michelangelo Antonioni - Zabriskie Point

### Millor curtmetratge
- Paolo Saglietto - Il bambino

### Millor productor de curtmetratge
- Corone cinematografica - pel conjunt de la seva producció